# Desognaphosa pershouse
Desognaphosa pershouse is een spinnensoort uit de familie Trochanteriidae. De soort komt voor in Queensland.